# Вуно
Вуно (др.-греч. Βουνό, тур. Yukarı Taşkent) — деревня в округе Кириния на Кипре. Де-факто она находится под контролем Турецкой Республики Северного Кипра. Её население в 2011 году составляло 299 человек.
Деревня Вуно (что в переводе с греческого означает гора) расположена в 10 км к северу от Никосии на Кипре. Название её связано с тем, что она расположена на высоте 380 метров над уровнем моря и является самой высокогорной деревней на южной стороне горного хребта Пендадактилос. Деревня Вуно — одна из 60 деревень на Кипре, изначально населённых маронитами. В 1975 году киприоты-турки переименовали её в «Ташкент» или «Верхний Ташкент» (тур. Yukarı Taşkent) в честь деревни, где проживали перемещённые турки-киприоты, которые были переселены туда. Название было выбрано в 1958 году.

## Демография
По османской переписи 1831 года христиане были единственными жителями деревни. Население деревни неуклонно росло с 91 жителя в 1891 году до 424 в 1960 году.
Все жители деревни были перемещены в 1974 году во время наступления турецкой армии в южной части острова в период с июля по август. В настоящее время, как и остальные перемещённые греки-киприоты, уроженцы Вуно разбросаны по всему югу острова, в основном в городах. Число киприотов-греков в деревне, переселённых в 1974 году, составляло примерно 540 человек (525 по переписи 1973 года).
Сегодня деревня в основном населена перемещёнными киприотами-турками с юга острова, в основном из деревни Тохни, а также из Лимасола и Калавасоса. Некоторые граждане Турции также живут в деревне. Согласно переписи населения киприотов-турок 2006 года, общая численность населения Вуно составляет 553 человека.

## Численность
По данным 2011 года численность населения составляет 300 человек.
| Год  | Численность | Численность |
| ---- | ----------- | ----------- |
| 1881 | 63          | [ 8 ]       |
| 1891 | 91          | [ 9 ]       |
| 1901 | 125         | [ 10 ]      |
| 1911 | 150         | [ 11 ]      |
| 1921 | 211         | [ 12 ]      |
| 1931 | 237         | [ 13 ]      |
| 1946 | 389         | [ 14 ]      |
| 1960 | 424         | [ 15 ]      |
| 1973 | 525         | [ 5 ]       |